# Nakhla (Saudi-Arabien)
Nakhla (arabisch نخلة, DMG Naḫla) ist der Name zwei Täler in Saudi-Arabien, die ihren Namen wohl durch die große Anzahl der dort wachsenden Palmen (arabisch نخل / naḫl) erhalten haben. Sie befinden sich auf dem Weg von Mekka nach Ta'if und werden unterschieden in Schāmiyya (syrisch, also nördlich gelegen) und Yamāniyya (jemenitisch, also südlich gelegen).

## Geschichte
Während der Dschahiliyya befand sich auf einer Anhöhe eine Götzenfigur von al-ʿUzzā, die von den heidnischen Mekkanern dort verehrt wurde. Drei dort befindliche Bäume wurden ebenfalls mit der Gottheit in Verbindung gebracht. Der vorislamische Pilgerkult wurde von einigen nur dann vollständig vollzogen, wenn ein Besuch mit Umrundung (Tawaf) von al-ʿUzzā dort vollzogen wurde. Nach der Eroberung Mekkas ließ Muhammad Chālid ibn al-Walīd sowohl die Götzenfigur, als auch die Bäume zerstören.
Während der Auswanderung Hidschra soll sich an einem anderen Punkt in Nakhla ein Ereignis zugetragen haben, das beispielsweise in Sure 72 Vers 1–2 und an anderen Stellen beschrieben wird, es soll dazu geführt haben, dass viele Dschinn gläubig wurden. Ein weiteres historisches Ereignis war eine Expedition gegen eine mekkanische Karawane im heiligen Monat Radschab, die jedoch durch den Quran legitimiert wurde. Nach der Schlacht von Hunain ließ Muhammad im südlichen Tal eine Moschee erbauen.